# 28766 Monge
28766 Monge (2000 HP14) là một tiểu hành tinh vành đai chính được phát hiện ngày 29 tháng 4 năm 2000 bởi P. G. Comba ở Prescott.